# Josef Viktor Rohonyi
Josef Victor Rohonyi, také Rohon či Rohony, (7. května 1845 Butin – 15. března 1923 Praha) byl slovensko-rakouský neurolog, anatom a paleontolog.

## Životopis

### Původ
Evangelický rod Rohonyiů pocházel ze severní části Uher (pozdější Slovensko). Dědeček Josefa Victora Juraj (György) Rohonyi (1773–1831) se narodil v Horném Kalníku a vystudoval protestantské lyceum v Banské Štiavnici. S rodinou následoval pozdní migraci do Švábska a poté se usadil v tzv. Dolních Uhrách. Politickou orientací byl Juraj Rohonyi předchůdcem slovenského panslavismu, ovlivněného evangelickou církví, a horlivým odpůrcem maďarského nacionalismu. S manželkou Evou Plachlinskou měl jednoho syna: Ferdinanda (Nándora) Rohonyiho, evangelického učitele a kazatele v Glozsánu. Ferdinand Rohonyi se oženil 25. června 1844 s Rosou (Rózsou) Wodár v Kleinschemlaku v pozdějším Rumunsku. Z tohoto manželství pocházel zřejmě jediný syn Josef Victor Rohonyi.

### Mládí a studium
Rohonyi maturoval 30. ledna 1865 v uherské Soproni. 14. října 1867 se zapsal na protestantskou teologickou fakultu Vídeňské univerzity, ale v lednu 1869 teologie zanechal a v letním semestru 1871 začal studovat na téže univerzitě medicínu. Neuroanatomie a zoologie se brzy staly novými ohnisky jeho zájmu. V rámci studií zde vědecky spolupracoval s Theodorem Meynertem, Carlem Clausem a Johannem Kundratem. kolem roku 1882 se také seznámil s Eduardem Albertem, přednostou první chirurgické kliniky na Vídeňské univerzitě.
Z formálních důvodů nemohl dokončit studium medicíny na Vídeňské univerzitě a tak na jaře 1883 odešel na univerzitu do Mnichova, kde 1. ledna 1883 získal doktorát, magna cum laude zde absolvoval v srpnu 1884. Následně však, jakožto oběť politických intrik, které zřejmě vycházely z iniciativy vlivného lékaře Karla Langera von Edenberg (1819–1887), nezískal po studiích žádné státní zaměstnání. V Mnichově pobýval až do roku 1888 a ponořil se do studia paleontologie, povětšinou v tomto oboru pak spolupracoval s Karlem Alfredem von Zittelem.
Na jaře 1888 Rohon odešel do ruského Petrohradu, kde působil jako soukromý akademik až do roku 1895, kdy jej napjatá finanční situace přinutila k návratu do Rakouska-Uherska. Do tohoto období jeho vědecké práce spadají paleontologické publikace a vykopávkové exkurze.
V roce 1895 byl jmenován docentem pro histologii (později i pro embryologii) na lékařské fakultě české části Karlo-Ferdinandovy univerzity v Praze. Toto jmenování následovalo po samostatném hlasování Karla Maydla, mj. bývalého asistenta Eduarda Alberta a od roku 1891 řádného profesora na české univerzitě v Praze, a Arnolda Spiny. Jeho jmenování mimořádným profesorem se uskutečnilo 5. srpna 1895, 14. února 1903 byl pak jmenován řádným profesorem histologie a embryologie ad personam. V letech 1909 až 1910 vykonával pozici děkana fakulty.
19. září 1915, ve věku sedmdesáti let, odešel do důchodu jako císařský rada.

### Úmrtí
Zemřel 15. března 1923 v Praze ve věku 77 let.

### Rodina
V 56 letech se oženil s manželkou Boženou Šestákovou, se kterou měl pět dětí.

## Dílo
Z jeho 31 vědeckých publikací je devět věnováno neuroanatomii a 22 paleontologii (hlavně paleoichtyologii). V neuroanatomické práci o histogeneze míchy pstruhů z roku 1885 Rohon poprvé popsal speciální nervové buňky v míše ryb a obojživelníků, které byly posléze pojmenovány Rohon-Beardovy buňky. Rovněž poprvé popsal kosterní pozůstatky obratlovců z ordoviku v paleontologickém díle Über untersilurische Fische (O spodnosilurských rybách) z roku 1890 .

### Publikace (výběr)
- Das Centralorgan des Nervensystems der Selachier. In: Denkschriften der kaiserlichen Akademie der Wissenschaften in Wien, mathematisch-naturwissenschaftliche Classe. 38, Vídeň, 1877.
- Ueber den Ursprung des Nervus vagus bei Selachiern mit Berücksichtigung der Lobi electrici von Torpedo. In: Arbeiten aus dem zoologischen Institute der Universität Wien und der zoologischen Station in Triest. 1 (3), Vídeň, 1878.
- Untersuchungen über den Bau eines Microcephalen-Hirnes. In: Arbeiten aus dem zoologischen Institute der Universität Wien und der zoologischen Station in Triest. 2 (1), Vídeň, 1879.
- Untersuchungen über Amphioxus lanceolatus. Ein Beitrag zur vergleichenden Anatomie der Wirbelthiere. In: Denkschriften der kaiserlichen Akademie der Wissenschaften in Wien, math.-naturwiss. Klasse. 45, Vídeň, 1882.
- Zur Anatomie der Hirnwindungen bei den Primaten. Mnichov, 1884.
- Histiogenese des Rückenmarkes der Forelle. In: Sitzungsberichte der mathematisch-physikalischen Classe der königlich bayerischen Akademie der Wissenschaften zu München. Mnichov, 1885.
- Bau und Verrichtungen des Gehirns. Vortrag gehalten in der anthropologischen Gesellschaft zu München. Heidelberg, 1887.
- Über fossile Fische vom oberen Jenissei. In: Mémoires de l’Académie Impériale des Sciences de St.-Pétersbourg. 7. Ser., 36 (13), Petrohrad, 1889.
- Die Dendrodonten des devonischen Systems in Russland. Palaeontologische und vergleichend-anatomische Studie. In: Mémoires de l’Académie Impériale des Sciences de St.-Pétersbourg. 7. Ser., 36 (14), St. Petersburg 1889, S. 1–53.
- Über unter-silurische Fische. In: Bulletin de l’Académie Impériale des Sciences de St.-Pétersbourg. N.S., 1, Petrohrad, 1890, S. 269–277.